# Poběda (hodinky)

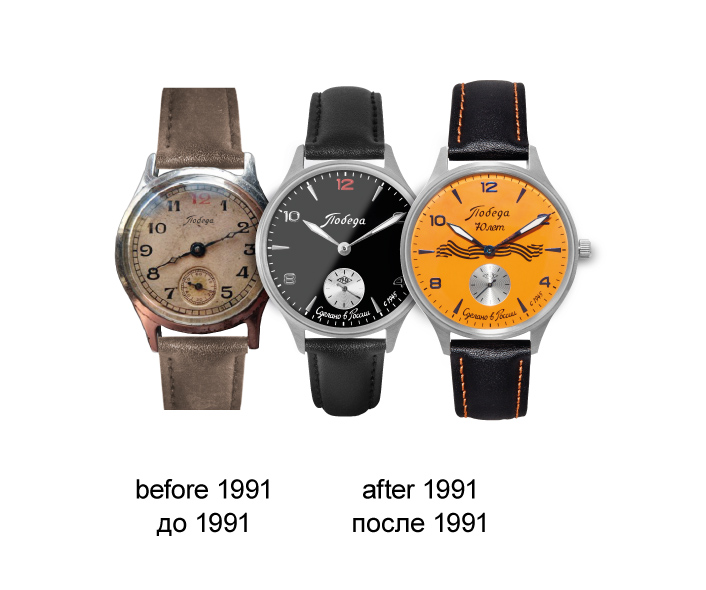
Ukázka modelů Poběda vyráběných před a po roce 1991

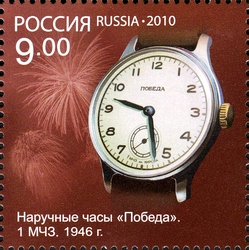
Hodinky Poběda 1 MČ3 (1946) na ruské poštovní známce

Poběda (rusky Победа – vítězství) je ruská značka vyrábějící převážně mechanické náramkové hodinky, kterou vlastní hodinářská továrna Petrodvorec – Raketa. Název Poběda si osobně zvolil Josef Stalin v dubnu 1945, a dal také příkaz, aby první hodinky byly připraveny k masové výrobě k prvnímu výročí vítězství. První hodinky vzešly z továrny ve městě Penza ke konci roku 1945 a pro veřejnost vyšly první modely z moskevské První hodinářské továrny A. S. Kirova v březnu roku 1946.

## Popis
Hodinky Poběda jsou založeny na jednoduchém francouzském návrhu (ve spolupráci s francouzskou společností LIP Besancon) strojku LIP K-26 o průměru 25 mm s 15 až 17 kameny z roku 1937, což byly standardní hodinky francouzské armády. Jsou přesné, spolehlivé, snadno vyrobitelné a opravitelné a mají dlouhou životnost. Existují modely s vteřinovou ručičkou uprostřed ("centrální"), mimostřednou (dole na ciferníku) nebo bez ní.
Od roku 1945 byly hodinky Poběda vyráběny na šesti místech Sovětského svazu/Ruska v milionových sériích a téměř 100 různých modifikacích. Po roce 2004 se vyrábějí pouze v Petrohradu v továrně Petrodvorec.